# Cercle anglais

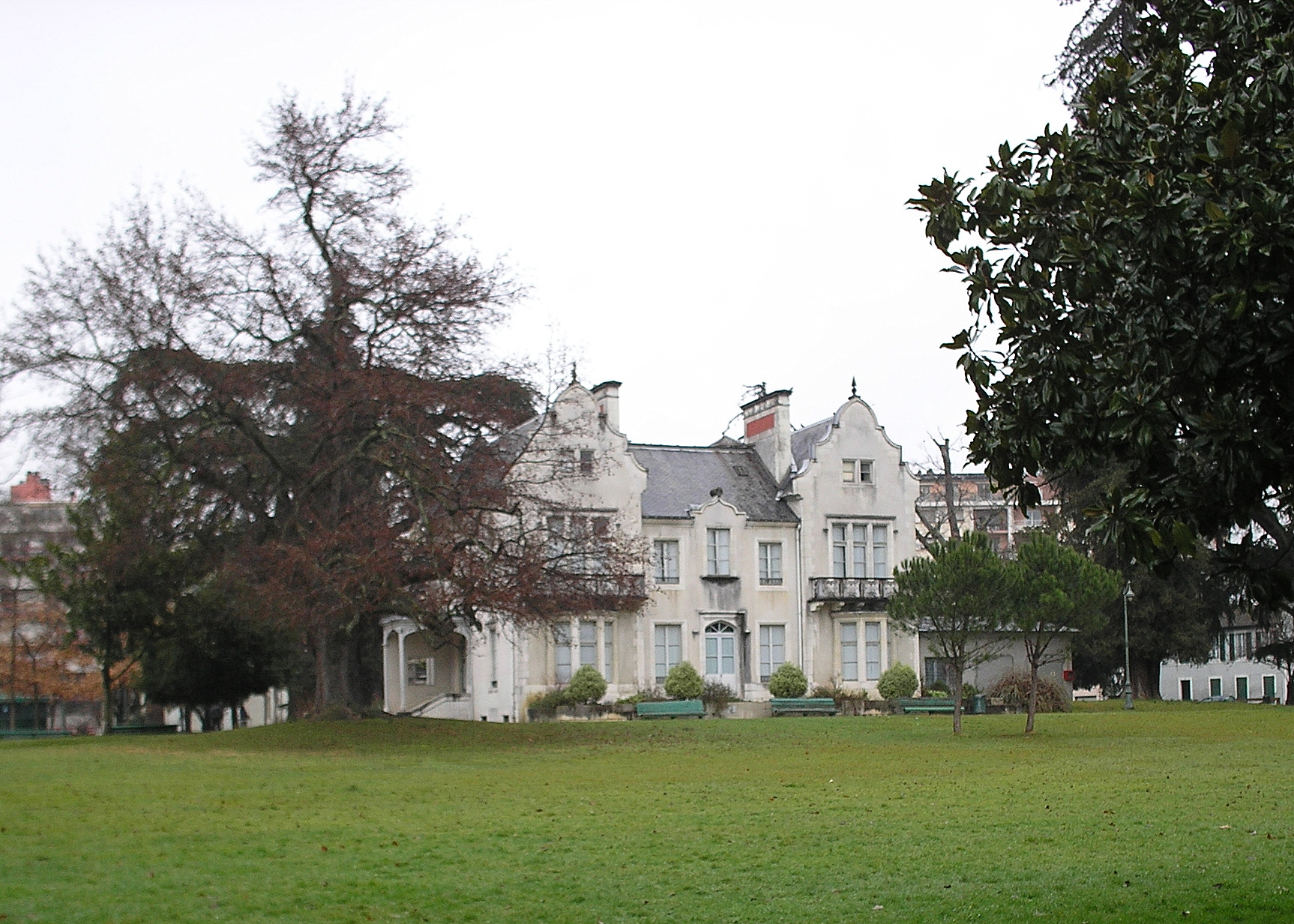
La villa Lawrance, patrimoine historique de la ville de Pau, résidence du Cercle anglais et de l’Académie de Béarn.

Le Cercle anglais est une association française ayant la forme d’un club privé, situé à Pau, dont l’origine remonte à 1828. L'association détient et assure la conservation d’une collection d’objets d’arts, de tableaux, de meubles et de livres répertoriés à l’Inventaire supplémentaire des monuments historiques (ISMH).
Parmi les buts qu’elle s’est donnés figure l’ouverture annuelle des salons du Cercle à l’occasion des Journées européennes du patrimoine. Le Cercle anglais organise aussi des conférences sur des sujets historiques ou de société.  Elle assure par ailleurs la promotion de publications de ses membres, toutes centrées sur l’histoire et le souvenir du passé anglo-américain de Pau. Les salons du Cercle anglais se trouvent à la villa Lawrance, propriété de la ville de Pau.

## Historique

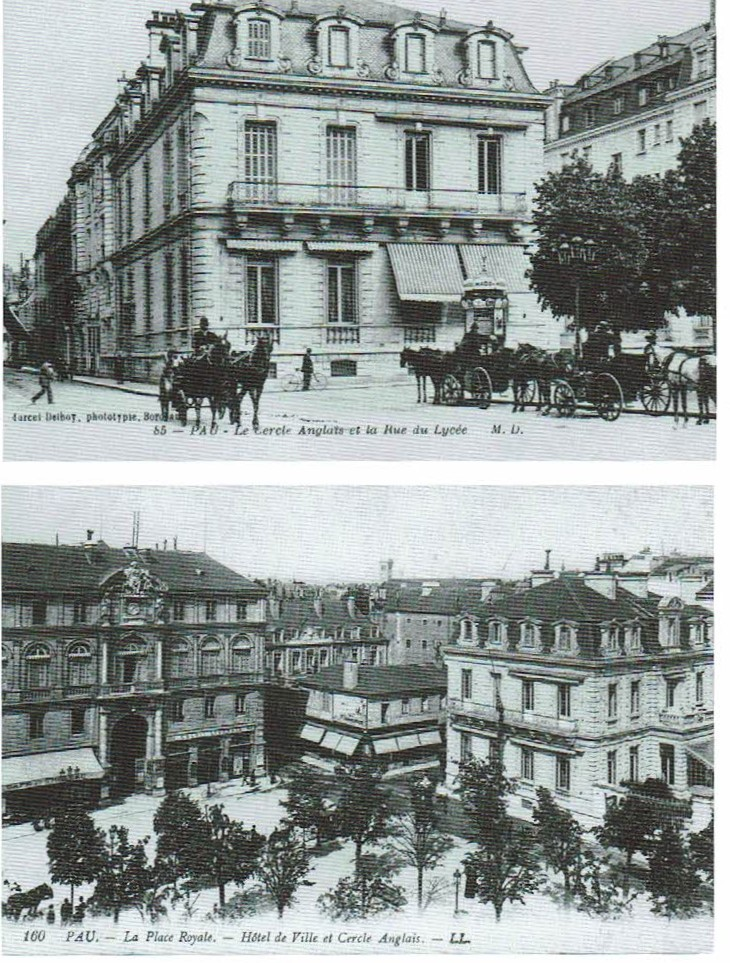
Cartes postales de l'ancien English Club, place Royale, début du XXe siècle.

À l’origine du Cercle, en 1828, des membres de la colonie britannique se réunissent autour d’une salle de lecture et, le 26 février 1856, ils fondent The English Literary Society (société littéraire anglaise), qui devient en 1859 The English Club. Le club se trouve alors place Royale à Pau et est durablement hébergé à partir de 1871 dans un bâtiment jouxtant l’hôtel de France, jusqu’en 1955, date à laquelle il est transféré dans les salons de l’hôtel de Gassion. Après d’autres séjours dans des lieux historiques de Pau, il est depuis 2002 fixé dans la villa Lawrance. Pendant des décennies, en raison de l’appartenance de ses membres au Pau Hunt, au Polo Club ou au Pau Golf Club, le Cercle anglais est le siège de la vie sportive paloise. 

## Collections
Les collections du Cercle anglais, outre les volumes des XIXe et XXe siècles de sa bibliothèque anglaise (une partie se trouve aux Archives municipales), comprennent des œuvres d’Allen Culpepper Sealy (1850-1927), Jean Heïd « Hed » (1890-1957), Harry La Montagne (1869-1959), Paul Mirat (1885-1966), Henri Piscatory de Vaufreland (1873-1957) et Eugène Blocaille (1873-1961). On y trouve aussi de nombreuses évocations du passé hippique de Pau, des tableaux des cross-countrys et des steeple-chases, des illustrations de la chasse au renard et de son équipage, le Pau Hunt, et des souvenirs de ses membres, sous forme de portraits et de caricatures.

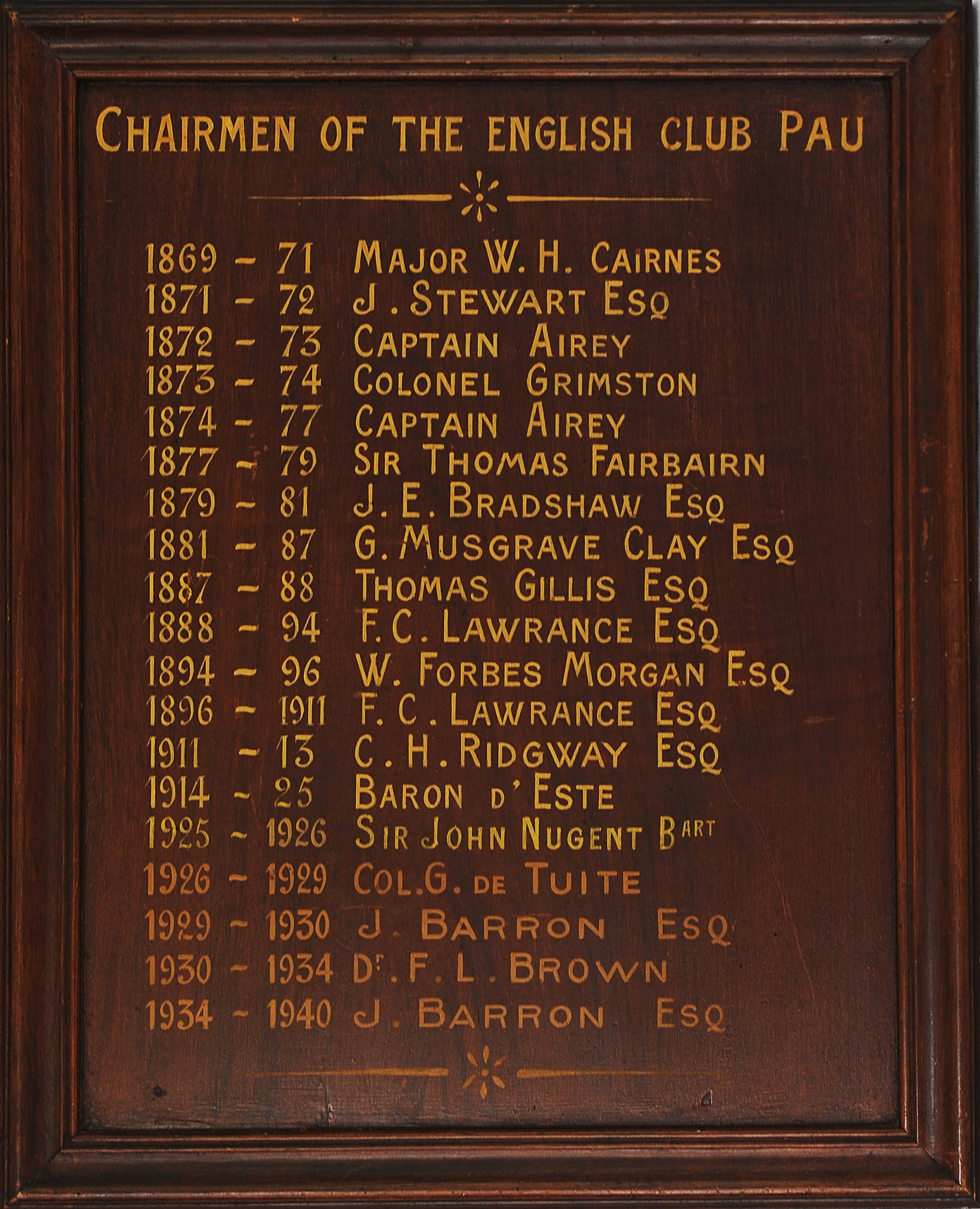
Chairmen de l'English Club.

## Membres et invités notables
Le Cercle anglais compte 70 membres en 2021.
La liste ci-dessous indique le nom de quelques membres historiques de l'association,.
- Dr. Alexander Taylor, Fondateur
- Captain James Barrow, Fondateur et mari de l'écrivain Frances Elizabeth Barrow(an), née Mease dite « Aunt Fanny »
- René d'Astorg
- James Gordon Bennett Junior, Master du Pau Hunt, 1880 à 1882
- Sir Victor Brooke, Master du Pau Hunt, 1885 à 1888
- Anne Marie Timoléon François de Cossé,  11e duc de Brissac
- Arthur Smyth Este, Baron d'Este, Master du Pau Hunt, 1896 à 1901
- Lord Howth (an)
- Harry La Montagne
- Jasper Hall Livingston
- Ward McAllister(an)[6]
- Cecil William Mercer, écrivain sous le pseudonyme « Dornford Yates(an) »
- Sir John Nugent Nugent, 3e Baronet of Cloncoskoran [3],[5]
- Henri Piscatory de Vaufreland
- Frederick Henry Prince, Master du Pau Hunt, 1910 à 1940
- Frederick Henry Prince Junior
- Norman Prince
- Charles Henry Ridgway, Master du Pau Hunt 1899 à 1900, et 1901 à 1910, mari de Ellen Richards Ridgway, née Munroe
- Henry Russell
- General Thomas Montagu Steele (an)
- Lt.-Col. John Talbot Darnley Talbot-Crosbie

### Invités notables
- Belle Baruch (an)[7],[8]
- Sir Alan Francis Brooke, 1er vicomte Alanbrooke
- Coco Chanel[9]
- Harry Worcester Smith[10], Master du Grafton Hunt à Massachusetts